# Davison Soper
Davison Eugene Soper (* 21. März 1943 in Milwaukee) ist ein US-amerikanischer theoretischer Elementarteilchenphysiker.

## Leben und Wirken
Soper studierte am Amherst College (Bachelor-Abschluss 1965) und an der Stanford University, wo er 1971 bei James Bjorken promoviert wurde und mit John Kogut zusammenarbeitete. Von 1971 bis 1977 war er an der Princeton University (zuletzt Assistant Professor) und danach Professor an der University of Oregon (ab 1982 mit voller Professur), wo er 2004 bis 2007 Vorstand des Physik-Departments war.
In seiner Doktorarbeit beschäftigte er sich mit dem Lichtfrontformalismus (Null Plane Field Theory) zur Beschreibung der Hochenergiestreuprozesse im damals aktuellen Parton-Bild. Mit George Sterman und John C. Collins bewies er Faktorisierungstheoreme in der störungstheoretischen Quantenchromodynamik (QCD).
Soper ist Mitglied des „Coordinated Experimental-Theoretical Project on QCD“ (CTEQ), dessen Sprecher er 2001 bis 2004 war. Er war im Herausgebergremium von Physical Review Letters und Physical Review D.
2009 erhielt er mit R. Keith Ellis und John C. Collins den Sakurai-Preis. 2010 wurde er Fellow der American Physical Society.

## Schriften (Auswahl)
- Classical Field Theory. Dover Publ., Mineola, NY 2008, ISBN 978-0-486-46260-8 (Nachdr. d. Ausg. Wiley, New York 1976).